# رهاتیکوس ۱۵۹۴۹
سیارک ۱۵۹۴۹ (به انگلیسی: 15949 Rhaeticus، نامگذاری:1998BQ) پانزده هزار و نهصد و چهل و نهمین سیارک کشف شده‌است که در ۱۷ ژانویه ۱۹۹۸ کشف شد.
قدر مطلق سیارک برابر ۱۴٫۰۰ است.